# 前124年
| 千纪： | 前1千纪 |
| 世纪： | 前3世纪 \| 前2世纪 \| 前1世纪                                                                                         |
| 年代： | 前150年代 \| 前140年代 \| 前130年代 \| 前120年代 \| 前110年代 \| 前100年代 \| 前90年代                                |
| 年份： | 前129年 \| 前128年 \| 前127年 \| 前126年 \| 前125年 \| 前124年 \| 前123年 \| 前122年 \| 前121年 \| 前120年 \| 前119年 |
| 纪年： | 西汉元朔五年 |

## 大事记
- 西漢在長安設太學。
- 漢武帝派張騫自蜀至夜郎（貴州遵義府桐梓縣東），謀通身毒，但為昆明夷所阻，不能通，因昆明夷欲壟斷中印商務。
- 衛青率三萬騎兵擊敗入侵的右賢王部共九萬匈奴騎兵。